# Euphorbia exilispina
Euphorbia exilispina är en törelväxtart som beskrevs av Susan Carter. Euphorbia exilispina ingår i släktet törlar, och familjen törelväxter. Inga underarter finns listade i Catalogue of Life.